# NGC 4742
NGC 4742 est une petite galaxie elliptique située dans la constellation de la Vierge. Sa vitesse par rapport au fond diffus cosmologique est de 1 606 ± 28 km/s, ce qui correspond à une distance de Hubble de 23,7 ± 1,7 Mpc (∼77,3 millions d'al). NGC 4742 a été découverte par l'astronome germano-britannique William Herschel en 1786.

## Distance de NGC 4742
À ce jour, neuf mesures non basées sur le décalage vers le rouge (redshift) donnent une distance de 13,563 ± 4,975 Mpc (∼44,2 millions d'al), ce qui est nettement à l'extérieur des valeurs de la distance de Hubble. 
Cependant, cette galaxie est relativement rapprochée du Groupe local. On obtient souvent des distances assez différentes pour les galaxies rapprochées en se basant sur le décalage en raison du mouvement propre de ces galaxies dans le groupe où l'amas où elles sont situées. Cette valeur est peut-être plus près de la distance réelle de cette galaxie. Notons que c'est avec la valeur moyenne des mesures indépendantes, lorsqu'elles existent, que la base de données NASA/IPAC calcule le diamètre d'une galaxie.

## Trou noir supermassif
Selon une étude réalisée auprès de 76 galaxies par Alister Graham en 2008, le bulbe central de NGC 4742 renferme un trou noir supermassif dont la masse est estimée à 1,4+0,4
−0,5 x 107 {\displaystyle M_{\odot }}.

## Groupe de NGC 4699
Selon A.M. Garcia, NGC 4742 fait partie du groupe de NGC 4699. Ce groupe de galaxies compte au moins 15 galaxies. Les autres galaxies du New General Catalogue sont NGC 4699, NGC 4700, NGC 4722, NGC 4781, NGC 4790, NGC 4804 (NGC 4802 dans l'article) et NGC 4818.
Le groupe de NGC 4699 fait partie de l'amas de la Vierge II, un amas situé à la frontière sud de l'amas de la Vierge. Cet amas fait partie du superamas de la Vierge.
Comme plusieurs galaxies de l'amas de la Vierge II, certaines galaxies du groupe de NGC 4699 présentent des distances de Hubble fort différentes des distances obtenues par des méthodes indépendantes du décalage vers le rouge. Sauf pour NGC 4722, les distances indépendantes sont toutes inférieures aux distances de Hubble. La distance moyenne des galaxies présentant trois mesures ou plus par des méthodes indépendantes du décalage est de 16,2 ± 5,4 Mpc (∼52,8 millions d'al) et la moyenne des distances de Hubble est de 23,8 ± 2,8 Mpc (∼77,6 millions d'al). Ce groupe semble donc s'éloigner de la Voie lactée à une vitesse supérieure à celle que lui procurerait l'expansion de l'Univers.